# نهائيات كأس العالم 2018 لكرة القاعدة
نهائيات كأس العالم 2018 لكرة القاعدة (بالإنجليزية: 2018 World Series)‏ هي النسخة 114 من نهائيات دوري كرة القاعدة الرئيسي، التي جمعت مابين بطل الدوري الأمريكي بوستون ريد سوكس وبطل الدوري الوطني لوس أنجلوس دودجرز، والتي بدأت يوم الثلاثاء 23 أكتوبر وإنتهت يوم الأحد 28 أكتوبر 2018.
هذه النهائيات هي الثانية من نوعها التي جمعت ما بين الخصمين؛ بعد نسخة 1916, حيث أطاح فريق ريد سوكس بغريمه بروكلين روبينز (الذي عرف فيما بعد باسم ذا دودجرز).
في هذه هذه النهائيات تغلب فريق ريد سوكس على خصمه ذا دودجرز في خمس جولات بنتيجة 4-1 ليفوز ريد فوكس بالنهائيات للمرة الرابعة في تاريخه. كما فاز ستيف بيرس، لاعب ريد سوكس بجائزة أفضل لاعب في العالم لكرة القاعدة، بينما فاز أليكس كورا بجائزة أفضل مدرب، ليصبح بذلك أول مدرب من بورتو ريكو يفوز بالنهائيات.
بالإضافة إلى ذلك، أصبح فريق ريد سوكس أول فريق يفوز مرتين بالنهائيات خلال قرن واحد بالضبط، بعدما هزم فريق شيكاغو كابز في نسخة 1918.

## خلفية
بوستون ريد سوكس هو أكثر من فاز مؤخرا بالنهائيات، بعدما فاز أيضا بنسخة 2013 على حساب سينت لويس كاردينالز. أما فريق لوس أنجلوس دودجرز الذي فاز بنهائيات 1988 على حساب أوكلاند أتلتيكس، فقد اعتبرت خسارته في هذا الموسم هي الثانية تواليا، بعد أن هزم أمام هوسترون أستروز في نسخة 2017. الفريقان ريد سوكس و ذا دودجرز، لم تكن هذه النهائيات هي الوحيدة التي تجمعهما؛ فقد سبق وتقابلا في نسخة 1916, التي فاز فيها ريد سوكس مرة أخرى بخمس جولات، حين كان اسم ذا دودجرز أنذاك هو بروكلين روبينز.

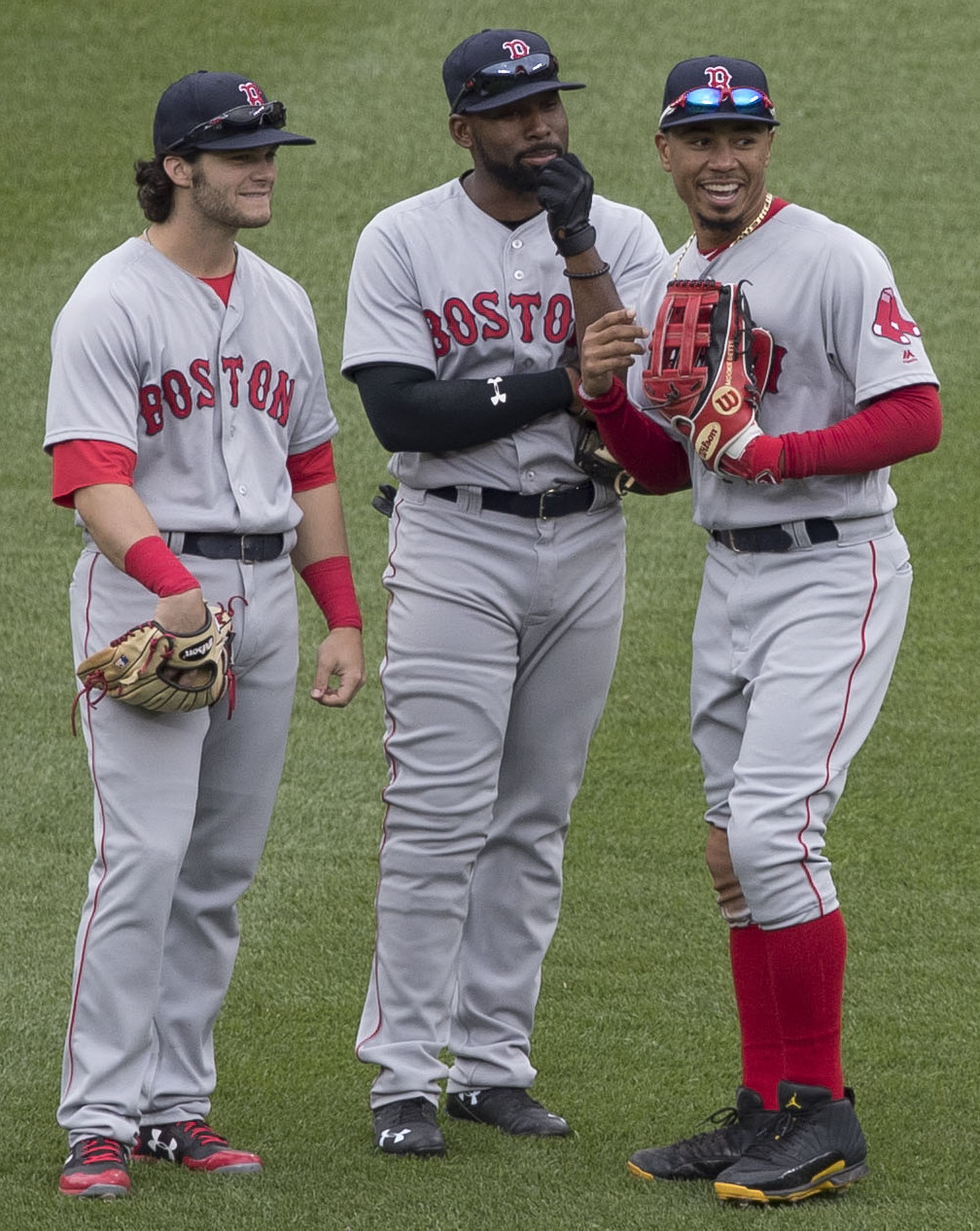
أندريو بنينتندي (على اليسار), جاكي برادلي جونيور (في الوسط), و موكي بيتس (على اليمين).

مدرب فريق ريد سوكس ألكس كورا، ومدرب فريق ذا دودجرز ديف روبرتس، كانا قد لعبا معا في فريق ذا دودجرز في مواسم 2002, 2003 و2004.
وعلى الرغم من أن المدربين لم يلعبا معا في ريد سوكس، إلا أنهما قد لعبا معا في فريق بوستون (ديف روبرتس في موسم 2004, وألكس كورا في موسم 2007)، كما أن هذه النهائيات (2018) هي أول نهائيات تجمع بين المدربين. بالإضافة إلى ذلك فإن كلا المدربين ولدا خارج نطاق الولايات المتحدة؛ فألكس كورا ولد في بورتو ريكو وديف روبرتس ولد في اليابان.

## ملخص
بوستون ريد سوكس فاز بالنهائيات بنتيجة 4-1.
| الجولة | التاريخ   | النتيجة                                   | الموقع         | المدة | الحضور |
| 1      | 23 أكتوبر | لوس أنجلوس دودجرز 4-8 بوستون ريد سوكس     | فانواي بارك    | 3:52  | 38454  |
| 2      | 24 أكتوبر | لوس أنجلوس دودجرز 2-4 بوستون ريد سوكس     | فانواي بارك    | 3:12  | 38644  |
| 3      | 26 أكتوبر | بوستون ريد سوكس 2-3(18) لوس أنجلوس دودجرز | ملعب ذا دودجرز | 7:20  | 53114  |
| 4      | 27 أكتوبر | بوستون ريد سوكس 9-6 لوس أنجلوس دودجرز     | ملعب ذا دودجرز | 3:57  | 54400  |
| 5      | 28 أكتوبر | بوستون ريد سوكس 5-1 لوس أنجلوس دودجرز     | ملعب ذا دودجرز | 3:00  | 54367  |

## مراسم ما قبل المباراة
- الجولة 1: تم خلالها عزف النشيد الوطني الأمريكي بواسطة جيمس تايلور[7]، كما إفتتح كارس باسترزمسكي -لاعب ريد سوكس السابق- المباراة بالرمية الاحتفالية الأولى كما فعل في نسخ 2004, 2007 و 2013.[8][9] كرة البيسبول التي تم اللعب بها، فقد تم تسليمها من طرف أحد أعضاء «فتيان وفتيات أندية أمريكا» رفقة اللاعب السابق لريد سوكس جيم رايس.[10]
- الجولة 2: تم عزف النشيد الوطني الأمريكي، هذه المرة بواسطة فرقة «بوستون بوبس» رفقة منشدين من «جوق بوستون تشيلدرن» وفرقة «تانغليوود فيستيفال».[11] أما الرمية الافتتاحية؛ فقد تم تنفيذها من طرف لاعبي ريد سوكس لموسم 2004، بما فيهم دافيد أورتيز (الملقب ببيغ بابي  Big Papi) وبيدرو مارتينيز.[12] بينما رفض مدرب ذا دودجرز، ديف روبرتس، القيام بالرمية الافتتاحية، حيث يعتبر أيضا واحدا من لاعبي ريد سوكس في موسم 2004, لكنه رحب لفريقه القديم.[13][14] كما قدم اللاعب السابق لريد سوكس جيري ريمي كرة اللعب رفقة أحد أعضاء «فتيان وفتيات أندية بوستون».[15]
- الجولة 3: قام براد بيزلي بعزف النشيد الوطني[16]، ونفذ اللاعب والمدرب السابق لذا دودجرز، تومي لازوردا، الرمية الافتتاحية رفقة ماجيك جونسون؛ هذه الرمية إلتقطها ستيف كارفاي، اللاعب السابق لذا دودجرز.[16] أما كرة اللعب فقد ام تسليمها من قبل أحد أعضاء منظمة «فتيان وفتيات أندية غرب سان غابرييل» رفقة الممثل ماريو لوبيز.[16]
- الجولة 4: قبل المبارة أقيمت وقفة صمت تكريما لضحايا حادثة إطلاق النار في كنيسة بيتسبورغ.[17] وتم عزف النشيد الوطني من طرف المغني ريان تيدير[18]، أما الرمية الافتتاحية؛ فقد نفذها دينيس إيكرسلي ليمسك بها كيرك فيبسون الذي كان لاعبا ومدبا سابقا في ذا دودجرز.[19] كما قدم أنتوني أندرسن كرة اللعب، رفقة أحد أعضاء منظمة «فتيان وفتيات أندية أمريكا».[18]

الجولة 5: النشيد الوطني الأمريكي تم عزفه من طرف ضابط صغير من الدرجة الثانية في حرس السواحل الأمريكي مايكل دالاغر.
أما الرمية الافتتاحية فقد رماها البطل السابق لذا دودجرز إلى اللاعب السابق مايكي ماتشر. وقام الممثل جيري أنجلو بروكس (المعروف باسم جي بي سمووف) بتقديم أخر كرة لعب في هذه النهائيات رفقة أحد أعضاء «فتيان وفيات أندية أمريكا».

## ملخص الجولات

### الجولة الأولى
| الفريق            | 1 | 2 | 3 | 4 | 5 | 6 | 7 | 8 | 9 | نقط | ضربات | أخطاء |
| لوس أنجلوس دودجرز | 0 | 1 | 1 | 0 | 1 | 0 | 1 | 0 | 0 | 4   | 8     | 0     |
| بوستون ريد سوكس   | 2 | 0 | 1 | 0 | 2 | 0 | 3 | 0 | X | 8   | 11    | 0     |

- الرامي الفائز: مات بارنس (1-0)
- الرامي الخاسر: كلايتون كيرشاو (0-1)
- هوم رن: + ذا دودجرز : مات كيمب (1).

+ ريد سوكس : إدواردو نونز (1).
- الحضور : 38,454 تفاصيل

## روابط خارجية
- نهائيات كأس العالم 2018 لكرة القاعدة على موقع IMDb (الإنجليزية)